# هایدرو سلوشنز
هایدرو سلوشنز (انگلیسی: Hydro Solutions) شرکت مصالح ساختمانی نروژی است، که در سال ۱۹۶۳ تأسیس شد.